# Daniel Pesina
Daniel Pesina (Chicago, Illinois; 1 de diciembre de 1958) es un actor estadounidense experto en artes marciales y un antiguo empleado de la compañía de videojuegos Midway Games y cocreador del juego Mortal Kombat. Es el actor que interpretó a Johnny Cage y a los ninjas Sub-Zero, Scorpion, Reptile, Smoke y Noob Saibot en los videojuegos de Mortal Kombat. Su hermano menor, Carlos Pesina, con quien trabajó en los dos primeros títulos de Mortal Kombat, permaneció en Midway hasta 2008 (con la quiebra de Midway).

## Carrera
Pesina apareció como uno de los soldados de Shredder (destructor) en la película de 1991 Las Tortugas Ninja II.
En 1994, se dice que  Pesina promocionó Bloodstorm —un juego de lucha rival de la serie Mortal Kombat— en un anuncio, disfrazado de Johnny Cage y debido a esto fue despedido de la empresa. Este rumor es falso ya que fue engañado por el propio Ed Boon, quien le dio la autorización para dicha promoción de Bloodstorm;[cita requerida] Ed Boon nunca lo reconoció como cocreador de Mortal Kombat, a pesar de tener más de mil horas grabadas en capturas de movimiento, por lo que sus personajes fueron interpretados por diferentes actores en posteriores entregas:[cita requerida] los roles ninjas fueron tomadas por John Turk en Mortal Kombat 3 y Ultimate Mortal Kombat 3 (superando su récord de mayor número de personajes interpretados, Turk también interpretó a Ermac y Rain, además de Sub-Zero, Scorpion, Reptile, Smoke y Noob Saibot, este último previamente interpretado por Richard Divizio en Mortal Kombat 3, en dicho juego, Noob Saibot compartía el mismo sprite que Kano), mientras que Johnny Cage sería interpretado por Chris Alexander en Mortal Kombat Trilogy. Pesina y su hermano Carlos también trabajaron en secreto en Tattoo Assassins, otro juego competidor de Mortal Kombat.
En 2003, en la película de artes marciales Book of Swords —que también protagonizaron los actores de Mortal Kombat Katalin Zamiar, Ho Sung Pak y Richard Divizio— interpretó a un asesino a sueldo cuya tarea consistía en liquidar del protagonista de la película.
Daniel y Carlos también aparecieron en una comedia basada en el videojuego titulada Press Start, lanzada en DVD el 25 de septiembre de 2007. El papel de Daniel es llamado Sasori, que en japonés significa «Escorpión».
En 2004 Daniel Pesina era profesor de la Chicago Wushuguan School.